# 살리흐
살리흐(Salih, 1201년 ~ 1249년 11월, 본명: 알말리크 앗 살리흐 나짐 앗 딘 아이유브(아랍어: الملك الصالح نجم الدين ايوب))는 아이유브 왕조의 제7대 술탄(재위: 1204년 ~ 1249년)이다. 아버지는 제5대 술탄 알카밀. 영웅으로 알려진 아이유브 왕조의 창건자 살라딘(살라흐 앗 딘)과 동명이기에 주변에선 살라딘 2세라고도 부르는 경우가 있다.

## 생애
1249년 루이 9세가 이끄는 제7차 십자군이 이집트에 침공해오자, 그때 살리흐는 폐병으로 쓰러져 군단의 통제가 이루어지지 못했다. 이 십자군은 바흐리-맘루크군에서 술탄의 호위대장이었던 바이바르스(당시 바흐리-맘루크군은 군단장이 부재하였기에 그가 대신 지휘를 맡았다)가 분전하여 그에 힘입어 승리했고, 1250년 2월 만스라 전투에서 루이 9세를 포로로 잡으면서 종결되었다. 그러나 살리흐는 그 이전에 진중에서 죽었기에 이 승리를 보지 못했다. 11월에 그가 사망했기에 십자군에게 승리할 때까지 약 3개월간 그의 아내였던 샤자르 알두르가 우방의 동요를 억제하기 위해 살리흐가 살아있는 것처럼 보이기 위해 지휘를 맡았다.
그의 사후 아내였던 샤자르 알두르는 카이로에서 정권을 잡은 맘루크 술탄 아이박과 결혼하지만 불화가 일어나 그를 살해했다. 아이박이 죽은 후 맘루크 왕조의 술탄 자리는 그의 부하 쿠투즈에게 넘어갔다.